# Hoy quiero confesarme
Hoy quiero confesarme es una canción compuesta por José Luis Perales para el Marinero de luces de Isabel Pantoja en 1985.

## Descripción
Como el resto de las canciones del LP, este tema pretende ser un reflejo del estado anímico de la intérprete, transcurridos tan solo dos años desde el fallecimiento de su marido el torero Francisco Rivera Paquirri. Así lo ha revelado el propio autor de la canción.

## Repercusión
Se trata de uno de los temas más célebres de la tonadillera andaluza hasta el extremo que tanto la TV-Movie biográfica de la artista emitida por la cadena Antena 3 en 2011 como el espectáculo homenaje a la misma puesto en escena en 2015, tomaron como título Hoy quiero confesar.

## Versiones
En 2007 la puertorriqueña Olga Tañón, al igual que en 2011 el español CABAL lanzaron su propia versión del tema. Versionada igualmente por la banda Olé Olé, con Vicky Larraz en 2018.
Interpretada por la actriz Llum Barrera en el talent show de Antena 3 Tu cara me suena (2014).